# Snow washing

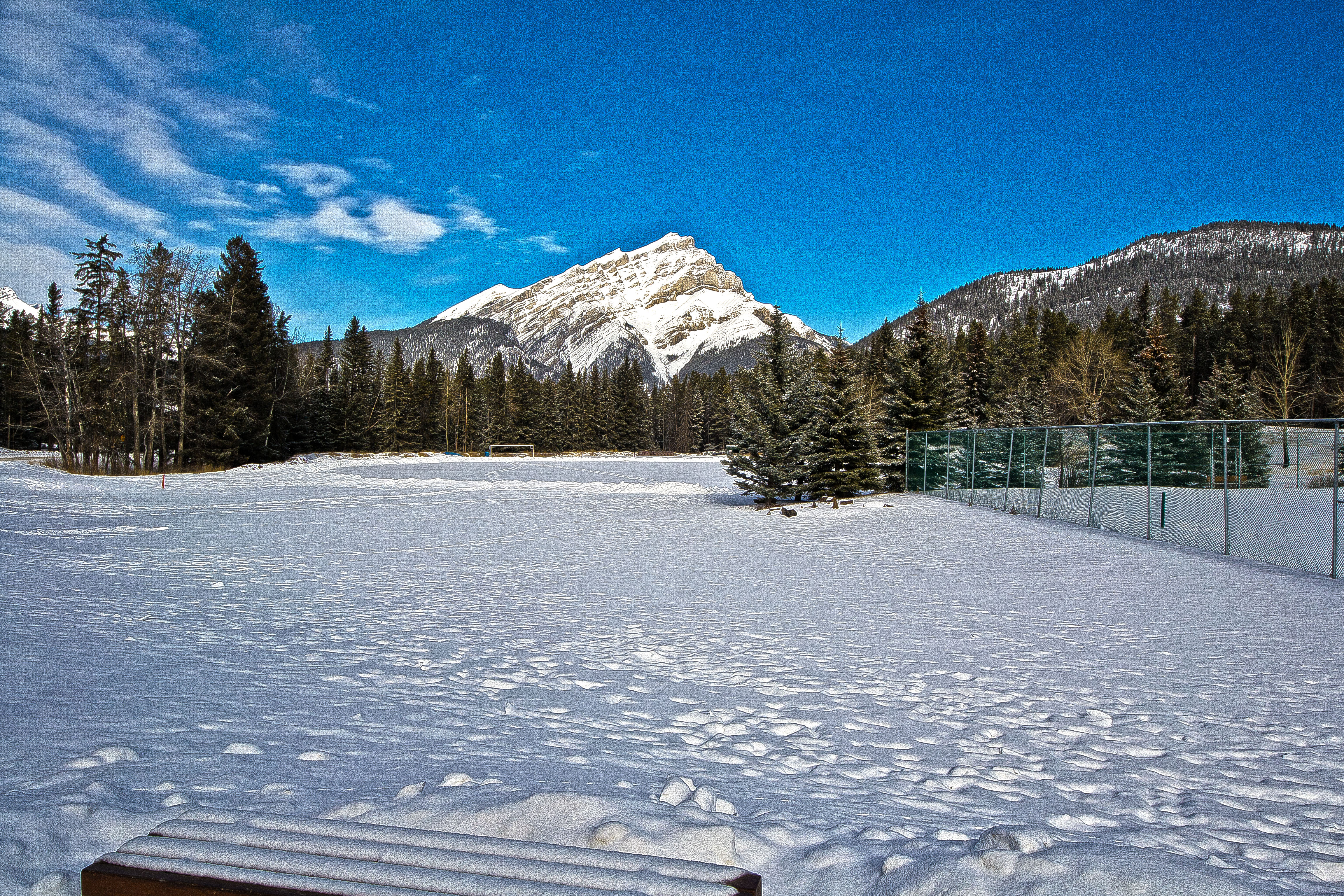
Canadá es conocido por sus bajas temperaturas y nieve. En la imagen, la Montaña de la Cascada, en la provincia de Alberta.

El snow washing (en español, lavado de nieve) se refiere a la acción de ocultar transacciones financieras ilegítimas, a menudo con fines de evasión de impuestos en Canadá. El término es una amalgama de las palabras nieve que se refieren al clima frío y nevado que el país afronta en temporadas y lavado en referencia al lavado de dinero. Según la ley canadiense, es fácil establecer una empresa, incluso por una tarifa tan baja como $ 200 (canadiense), mientras se protege la identidad de los propietarios reales de la empresa de los ojos de las autoridades fiscales. La élite mundial, así como los delincuentes y los extranjeros que evitan las sanciones económicas, pueden establecer empresas fantasma para "hacer que las transacciones sospechosas parezcan legítimas".
Los sistemas de registro de las empresas canadienses, tanto a nivel federal como provincial, están envueltos en secreto, lo que significa que el propietario real de una empresa o un fideicomiso puede contratar a una persona como suplente para realizar todas las presentaciones financieras y envíos La práctica convierte efectivamente a Canadá en un paraíso fiscal junto países como Panamá y Bahamas.
El proceso se ha simplificado aún más desde que el gobierno ha firmado tratados fiscales con 115 países. Con una forma de organización empresarial llamada Sociedad Limitada Canadiense, las únicas personas que tienen que declararse ante las autoridades son los socios, y si no viven en Canadá, están exentos de declarar impuestos en Canadá. Para las empresas cuyas acciones no se negocian públicamente, las reglas requieren que solo se identifique a los directores de dichas empresas, y estos directores no están obligados a revelar si están actuando en nombre de otra persona.
Un informe en The Economist sugería que el mercado sobrecalentado de propiedad privada en Vancouver puede ser en parte el resultado de compras por parte de personas no identificadas, posiblemente delincuentes extranjeros y funcionarios corruptos, como una forma de lavar dinero sucio. Una estimación realizada en 2009 por la policía nacional fue que C15 mil millones se lavaban anualmente en Canadá debido a los requisitos de divulgación opacos.